# Inge Paulsen
Inge Cecil Paulsen (Stavanger, 23 agosto 1924 – Stavanger, 4 settembre 2013) è stato un calciatore norvegese, di ruolo attaccante.

## Carriera

### Club
Paulsen giocò nel Viking dal 1945 al 1949. Nel 1950, fu in forza al Vidar. Emigrò poi in Francia, per giocare prima al Rouen e poi al Sochaux. Nel 1954, squalificato dalla Norges Fotballforbund, fu allenatore del Bryne. Nel 1956 tornò a giocare a calcio, nello Stavanger.

### Nazionale
Conta una presenza per la Norvegia. Il 19 settembre 1948, infatti, fu in campo nella sconfitta per 3-5 contro la Svezia.